# Bilanzierungsfähigkeit
Unter der Bilanzierungsfähigkeit versteht man im Bilanzrecht die Fähigkeit von Vermögensgegenständen oder Verbindlichkeiten, auf der Aktiv- oder Passivseite in die Bilanz als Bilanzposition aufgenommen (fachsprachlich angesetzt) werden zu können. 

## Allgemeines
Der Begriff Bilanzierungsfähigkeit lässt vermuten, dass wohl nicht jedes Vermögensrecht oder jede Passivposition in eine Bilanz aufgenommen werden kann oder darf. Die Bilanzierungsfähigkeit hängt eng mit den Grundsätzen der Bilanzwahrheit, Bilanzklarheit und der Bilanzkontinuität zusammen. Denn das Vollständigkeitsprinzip verlangt, dass der Jahresabschluss sämtliche Positionen zu enthalten hat, „soweit gesetzlich nichts anderes bestimmt ist“ (§ 246 Abs. 1 HGB). Genau diese Einschränkung weist darauf hin, dass nicht alle Positionen vom Vollständigkeitsprinzip erfasst werden. Vielmehr gibt es über die grundsätzliche Bilanzierungspflicht auch Bilanzierungswahlrechte und Bilanzierungsverbote. Entscheidet sich der bilanzierende Kaufmann von einem Bilanzierungswahlrecht nicht Gebrauch zu machen oder sieht er sich einem Bilanzierungsverbot gegenüber, so besteht keine Bilanzierungsfähigkeit. Auch das neue HGB enthält keine grundsätzlichen Regeln zur Bilanzierungsfähigkeit und Bilanzierungspflicht.

## Arten
Für die Eignungsprüfung zur Position als Aktiva oder Passiva wird zwischen abstrakter Bilanzierungsfähigkeit und konkreter Bilanzierungsfähigkeit unterschieden. Erst wenn die abstrakte Bilanzierungsfähigkeit bejaht wird, kann weitergehend geprüft werden, ob der Posten auch konkret bilanzierungsfähig ist und in der Bilanz angesetzt werden kann. 

### Abstrakte Bilanzierungsfähigkeit
Anhand der abstrakten Bilanzierungsfähigkeit werden Posten zunächst abstrahierend von konkreten Einzelfallregelungen auf ihre grundsätzliche Eignung als Bilanzansatz überprüft. 
Eine abstrakte Bilanzierungsfähigkeit ist gemäß § 246 HGB gegeben, wenn die zu bilanzierende Sache sich einer der folgenden Kategorien 
- im Handelsrecht
  - Vermögensgegenstand,
  - Schulden (Verbindlichkeit, Rückstellung) oder
  - Abgrenzungs- (Rechnungsabgrenzungsposten, Sonderposten) bzw. Hilfsposten (Bilanzierungshilfe wie Firmenwert)

oder
- im Steuerrecht
  - positives Wirtschaftsgut,
  - negatives Wirtschaftsgut oder
  - Abgrenzungs- (Rechnungsabgrenzungsposten, Sonderposten) bzw. Hilfsposten (Bilanzierungshilfe wie Firmenwert)

zuordnen lässt. 
Da im Handelsrecht keine explizite Definition der Begrifflichkeiten Vermögensgegenstände und Schulden existiert, ist deren Bedeutung gemäß den Grundsätzen ordnungsmäßiger Buchführung, vgl. § 238 HGB, abzuleiten und ist somit Gegenstand der Diskussion.
Aktuell anerkannte Prüfungsmodalitäten, um festzustellen, ob es sich um einen Vermögensgegenstand handelt, werden ausführlich im Artikel Vermögensgegenstand dargestellt.
Um Schulden handelt es sich, wenn dem Bilanzierenden durch sie ein zukünftiger Nutzenverzicht entsteht, der nach geltendem Recht gegen den Bilanzierenden durchgesetzt werden kann.

### Konkrete Bilanzierungsfähigkeit
Nach Feststellung der abstrakten Bilanzierungsfähigkeit, ist zu prüfen, ob der zu bilanzierende Posten im konkreten Einzelfall tatsächlich bilanzierungsfähig ist. 
Für eine konkrete Bilanzierungsfähigkeit im deutschen Handels- und Steuerrecht müssen folgende Kriterien erfüllt sein:
- subjektive Zurechenbarkeit

Nach wirtschaftlicher Betrachtung muss das zu bilanzierende Objekt dem Bilanzierenden zuzurechnen sein. Dazu gehören auch Objekte, die nicht zum juristischen Eigentum zählen, sondern dem wirtschaftlichen Eigentum zuzurechnen sind. Wesentliche Kriterien für die subjektive Zurechenbarkeit sind das Nutzungsrecht und die Gefahrtragung.
- objektive Zurechenbarkeit zu einem Betriebsvermögen

Das Objekt muss dem Unternehmensbetrieb zuzurechnen sein. Anhand objektiver Maßstäbe wird entschieden, ob die Position den Betrieb unterstützt.
Im Handelsrecht besteht Uneinigkeit darüber, ob auch privates Vermögen von Einzelkaufleuten und Personengesellschaften angesetzt werden kann. Publizitätspflichtige Einzelkaufleute und Personengesellschaften dürfen nach § 5 Abs. 4 Publizitätsgesetz nur das Betriebsvermögen ausweisen und auch in der Steuerbilanz darf nur betriebliches Vermögen ausgewiesen werden.
- kein konkretes Bilanzierungsverbot

Für die konkrete Bilanzierungsfähigkeit muss schließlich noch eine Bilanzierungspflicht oder ein Bilanzierungswahlrecht für das zu bilanzierende Objekt vorliegen. Nach § 246 Abs. 1 HGB sind sämtliche Vermögensgegenstände und Schulden in die Bilanz aufzunehmen, sofern gesetzlich (durch Bilanzierungsverbote) nichts anderes festgelegt ist. Ein tatsächlicher Bilanzansatz ergibt sich dabei also aus den speziellen gesetzlichen Bilanzierungsvorschriften.

## Bilanzierungswahlrechte
- Eine Aktivierung darf in folgenden Fällen vorgenommen werden, sie kann aber auch unterbleiben:
  - Selbst geschaffene immaterielle Vermögensgegenstände des Anlagevermögens können als Aktivposten in die Bilanz aufgenommen werden (§ 248 Abs. 2 Satz 1 HGB).
  - Ein Aktivierungswahlrecht besteht für geringwertige Wirtschaftsgüter. Sie müssen zwar in der Anlagenbuchhaltung gesondert geführt werden, müssen aber nicht in der Bilanz ausgewiesen werden, sondern können im Jahr der Anschaffung vollständig abgeschrieben werden (§ 6 Abs. 2 EStG). Handelsrechtlich existiert keine spezielle Regelung zu geringwertigen Wirtschaftsgütern. Nach dem Grundsatz der Wesentlichkeit ist die Aktivierung geringwertiger Wirtschaftsgüter jedoch auch handelsrechtlich nicht erforderlich. Die steuerliche Bildung und Abschreibung eines Sammelpostens für geringwertige Wirtschaftsgüter (§ 6 Abs. 2a EStG) ist nach Auffassung des IDW[2] auch im handelsrechtlichen Jahresabschluss grundsätzlich möglich. Die steuerrechtlich gebotene Sofortabschreibung von Wirtschaftsgütern mit einer Nutzungsdauer von nicht mehr als einem Jahr ist handelsrechtlich ein Wahlrecht.[3]
  - Bilanzierungshilfe für aktive latente Steuern (§ 274 Abs. 1 HGB) oder zum Disagio (§ 250 Abs. 3 HGB).

Ein Aktivierungswahlrecht nach Handelsrecht führt zur Aktivierungspflicht in der Steuerbilanz.
- Eigenständige steuerliche Passivierungswahlrechte gibt es bei der Bildung einer steuerfreien Rücklage, die nach § 5 Abs. 1 Satz 2 und 3 EStG in ein Verzeichnis aufgenommen ist. Da das umgekehrte Maßgeblichkeitsprinzip abgeschafft ist, darf sie in der Handelsbilanz nicht passiviert werden.[4]

## Bilanzierungsverbote
Nach § 248 Abs. 1 und 2 HGB dürfen Aufwendungen für die Unternehmensgründung, Aufwendungen für die Beschaffung des Eigenkapitals und Aufwendungen für den Abschluss von Versicherungsverträgen nicht als Aktivposten aufgenommen werden. Ebenfalls nicht angesetzt werden dürfen selbst geschaffene Marken, Drucktitel, Verlagsrechte, Kundenlisten oder vergleichbare immaterielle Vermögensgegenstände des Anlagevermögens.
Nach herrschender Meinung besteht für noch schwebende Geschäfte ein Bilanzierungsverbot durch den so genannten Nichtbilanzierungsgrundsatz schwebender Geschäfte. Dieser Grundsatz ist nicht gesetzlich kodifiziert, sondern wird aus den Grundsätzen ordnungsmäßiger Buchführung (Bilanzierung) abgeleitet.